# Pozornik malutki
Pozornik malutki, pozornik mały (Trachys minuta) – gatunek chrząszcza z rodziny bogatkowatych i podrodziny Agrilinae.

## Taksonomia
Gatunek ten opisany został po raz pierwszy w 1758 roku przez Karola Linneusza w dziesiątym wydaniu Systema Naturae pod nazwą Cantharis testacea. Jako miejsce typowe wskazał on Europę.

## Morfologia

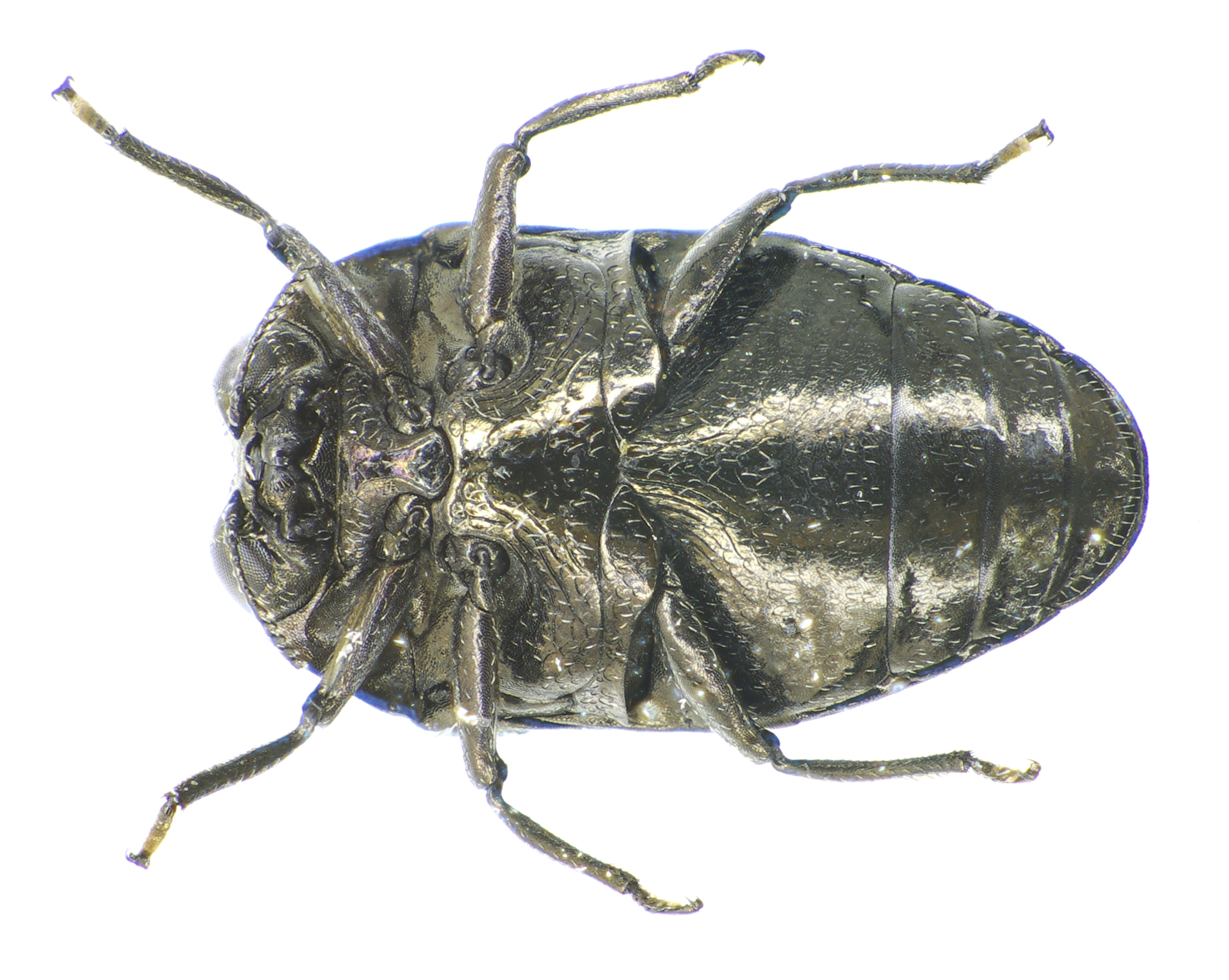
Imago, widok od spodu

Chrząszcz o krótkim i szerokim, owalnym ciele długości od 2,8 do 3,5 mm. Głowa jest błyszcząco czarna, wciągnięta w przedtułów, zaopatrzona w wgłębienie na czole i ciemieniu. Czułki są krótkie, o dwóch nasadowych członach pogrubionych, a pięciu ostatnich trójkątnie rozszerzonych, tworzących piłkowaną buławkę. Przedplecze może być czarne, miedziane, fioletowe lub fioletowoczerwone. Pokrywy są silnie ku tyłowi zwężone, o trójkątnym wspólnym zarysie. Na barkach mają silnie wystający ząbek, u nasady odgraniczony głębokim wciskiem. Ubarwienie mają błyszcząco czarne, rzadziej fioletowo połyskujące lub niebieskie. Owłosienie ich powierzchni tworzy szare lub białawe, faliste, przerywane przepaski, z których najlepiej rozwinięte są te w tylnej części. Przedpiersie ma wyrostek w przedniej części z niemal równoległymi bokami, a w tylnej rozszerzony.

## Ekologia i występowanie
Owad ten zasiedla skraje lasów, zadrzewienia, zarośla i łozowiska. Zarówno larwy, jak i owady dorosłe są foliofagami, żerującymi na liściach drzew. Larwy minują liście wierzb, najczęściej  białej, iwy, szarej i uszatej. Owady dorosłe aktywne są od kwietnia do września. Spotyka się je na liściach wierzb, leszczyn, wiązów, lip i grusz. W trakcie okresów chłodniejszych bytują w glebie, próchnicy i napływkach.
Gatunek palearktyczny, w Europie znany z Portugalii, Hiszpanii, Wielkiej Brytanii, Francji, Belgii, Holandii, Niemiec, Szwajcarii, Liechtensteinu, Austrii, Włoch, Danii, Szwecji, Norwegii, Finlandii, Estonii, Łotwy, Litwy, Polski, Czech, Słowacji, Węgier, Białorusi, Ukrainy, Mołdawii, Rumunii, Bułgarii, Słowenii, Chorwacji, Bośni i Hercegowiny, Serbii, Czarnogóry, Albanii, Macedonii Północnej, Grecji oraz europejskich części Turcji i Rosji. Dalej na wschód rozmieszczony jest przez anatolijską część Turcji, Zakaukazie i Syberię po Mandżurię.